# Perula
Le perule sono foglie trasformate in maniera tale da fornire protezione alle gemme delle piante. Tipiche delle fanerofite, le quali presentano gemme portate a più di 30 cm dal suolo. 
Le gemme dormienti, che sospendono il proprio accrescimento per periodi prolungati (ad esempio per tutto l'inverno), sono protette dalle loro foglie più esterne coriacee e spesso ricoperte da sostanze vischiose o da peli (le perule appunto). Al termine della stagione di quiescenza (ad esempio con l'arrivo della primavera) le perule si aprono e cadono, lasciando cicatrici sull'asse della gemma nel loro punto di inserzione e permettendo lo sviluppo della gemma stessa, che può dunque dare origine a un germoglio.

Ben rappresentate nelle aree a clima caldo e con buona disponibilità idrica.